# 廍子公園
24°10′01.8″N 120°43′57.4″E / 24.167167°N 120.732611°E
廍子公園，是臺灣台中市的一座公園，位於北屯區景賢路與廍子路口，佔地約5公頃，2007年7月3日完工。到春天時，位於公園中央的風鈴花盛放，吸引數以百計遊人到場賞花，除了利用手機、專業攝影器材拍攝外，也有畫家寫生，十分熱鬧，有「台中最美的黃金公園」之稱。

## 設施
公園設施包括大型兒童遊樂場、溜冰場、大草坪、綠籬迷宮。

## 註解
1. ↑  「廍」，拼音：，注音：，臺羅：，音同「部」